# Emilio Jimeno Gil
Emilio Jimeno Gil (Calatayud, Zaragoza, 21 de marzo de 1886 - 9 de noviembre de 1976) fue un científico español.

## Biografía
Fue catedrático de química por oposición de la Universidad de Oviedo, posteriormente  por concurso de Barcelona y más tarde de la facultad de Ciencias de la Universidad de Madrid de la cátedra de Química Inorgánica. Fue fundador del Instituto de la Metalurgia y de la Mecánica así como de la revista Metalurgia y Construcción Mecánica, publicada  por la Universidad de Barcelona. Fue rector de la universidad de Barcelona, y miembro numerario de la Real Academia de Ciencias y Artes de Barcelona, de honor de la Royal Society de Edimburgo y de la Real Academia de Ciencias Exactas, Físicas y Naturales.
En 1941 recibió el Premio Francisco Franco de Ciencias, fue además Doctor Ingeniero Honoris Causa por la Technische Hochschule de Hannover y de la Asociación Química de Argentina.
En 1962 se le concede la  Gran Cruz de la Orden Civil de Alfonso X el Sabio.
Sus principales obras fueron Metalografía Aplicada a los productos siderúrgicos, Ciencia e Industria”, “Ciencia y Técnica”, “Ciencia y Sociedad”, “Química General”, “Estudio de la fundición gris”, “El problema de la Corrosión Metálica” y “Metalurgia General” entre otras.
En homenaje al bilbilitano le han puesto su nombre en un instituto de enseñanza secundaria en su ciudad natal, donde se custodian por su expreso deseo todos los nombramientos y títulos recibidos a lo largo de su vida académica.